# Сон и обучение
Множество гипотез объясняют возможные связи между сном и обучением. Исследования показывают, что сон не только позволяет мозгу отдохнуть, он также может способствовать консолидации долговременных воспоминаний.
Быстрый и медленноволновой сон играют разную роль в консолидации памяти. Быстрый сон связан с консолидацией недекларативных (имплицитных) воспоминаний. Примером недекларативной памяти может служить задача, которую мы можем выполнить, не задумываясь об этом сознательно, например езда на велосипеде. Медленный сон (NREM) связан с консолидацией декларативных (явных) воспоминаний. Это факты, которые необходимо запоминать сознательно, например историческе даты.

## Ускоренное обучение
Исследования показывают, что здоровый сон приводит к значительному повышению производительности. Идея состоит в том, что сон помогает мозгу редактировать память, отыскивая важные закономерности и извлекая всеобъемлющие правила, которые можно описать как «суть», и интегрируя это с существующей памятью. Гипотеза «синаптического масштабирования» предполагает, что сон играет важную роль в регулировании обучения, происходящего во время бодрствования, обеспечивая более эффективное и действенное хранение информации в мозге, более эффективное использование пространства и энергии.
Здоровый сон должен включать соответствующую последовательность и соотношение фаз медленного и быстрого сна, которые играют разные роли в процессе консолидации и оптимизации памяти. Во время обычного ночного сна человек чередует периоды медленного и быстрого сна. Каждый цикл длится примерно 90 минут и включает 20-30-минутный период быстрого сна. Быстрый сон характеризуется отсутствием мышечной активности. Физиологические исследования показали, что, если не считать случайных подергиваний, во время быстрого сна человека фактически парализует.
Исследование показало улучшение процедурной памяти в процессе сна. Это исследование доказывает, что быстрый сон является важным фактором в консолидации процедурных воспоминаний о двигательных навыках, поэтому лишение сна может ухудшить производительность при выполнении задач по двигательному обучению.
Было также показано, что декларативная память также получает пользу от сна, но не так, как процедурная память. Было проведено исследование, в котором испытуемые изучали пары слов, и результаты показали, что сон не только предотвращает распад памяти, но и активно фиксирует декларативные воспоминания.
После сна усиливается сообразительность. Это происходит потому, что сон помогает людям заново проанализировать свои воспоминания. Было обнаружено, что те же закономерности мозговой активности, которые возникают во время обучения, повторяются и во время сна, только быстрее. Один из способов, с помощью которого сон укрепляет воспоминания, — это устранение менее успешных связей между нейронами мозга. Такое отсеивание необходимо для предотвращения чрезмерной активности. Мозг компенсирует усиление одних синапсов (связей) между нейронами за счет ослабления других. Процесс ослабления происходит преимущественно во время сна. Это ослабление во время сна позволяет укреплять другие связи, пока мы бодрствуем.
Исследования показали, что послеобеденный сон (Сиеста) повышает способность к обучению. В исследовании две группы испытуемых решали задачу на запоминание. Одна группа участвовала в фазе быстрого сна, а другая — спала медленным сном. Исследователи обнаружили, что у испытуемых, которые спали только медленным сном, особых улучшений не наблюдалось. Испытуемые, которые находились в фазе быстрого сна, показали себя значительно лучше, что указывает на то, что быстрый сон способствует консолидации воспоминаний. Другое исследование показало, что процедурное задание усваивалось и запоминалось лучше, если оно выполнялось непосредственно перед сном, тогда как декларативное задание лучше усваивалось во второй половине дня.

## Сон и успеваемость
Сон напрямую связан с успеваемостью школьников. Каждый четвёртый школьник в США признается, что засыпает на уроке хотя бы раз в неделю. В Соединенных Штатах недостаток сна является обычным явлением среди учащихся, поскольку почти все школы начинают занятия рано утром, при этом многие школьники ложаться спать поздно, либо не высыпаются из-за синдрома задержки фазы сна. В результате школьники, которым нужно спать от 8 до 9 часов, спят только 7 часов. Возможно, из-за этого недосыпания у них снижаются оценки и ухудшается концентрация внимания.
В 2009 году в средней школе Монкситон в Норт-Тайнсайде (Новая Зеландия) в порядке эксперимента время начало занятий было перенесено на 10 часов утра вместо обычных 9 часов.  В школе обучалось 800 учеников в возрасте 13-19 лет. В результате эксперимента количество прогулов уроков снизилось на 8 %, а постоянных прогулов — на 27 %.
Студенты колледжей представляют собой один из наиболее недосыпающих слоев населения. Только 11 % американских студентов хорошо высыпаются, а 40 % студентов чувствуют себя хорошо отдохнувшими только два дня в неделю. Около 73 % испытывали хотя бы некоторые проблемы со сном. Считается, что плохой сон оказывает серьёзное влияние на их способность учиться и запоминать информацию, поскольку мозг лишается времени, необходимого для консолидации информации, необходимой для процесса обучения.